# یولیا ولکوا (شناگر)
یولیا ولکوا (انگلیسی: Yuliya Volkova؛ زادهٔ تاریخ ورودی نامعتبر است) شناگر  اهل اوکراین است.